# Mária-nap
A Mária-nap 1984. szeptember 6-án bemutatott magyar filmdráma Elek Judit rendezésében. Az Un certain regard szekcióban mutatták be az 1984-es cannes-i filmfesztiválon.

## Szereplők
- Handel Edit – Szendrey Júlia
- Igó Éva – Szendrey Marika
- Szabó Sándor – Szendrey Ignác
- Csiszár Imre – Gyulai Pál
- Fodor Tamás – Horvát Árpád
- Kovács Lajos – Petőfi István
- Svidrony Gábor – Júlia fia
- Rácz György – Júlia fia
- Bulcsu Kati – Júlia lánya
- Farkas Péter
- Illés Edit
- Oszkay Csaba
- Zsidai Szilvia

## Fordítás
- Ez a szócikk részben vagy egészben  a   Maria's Day című angol Wikipédia-szócikk fordításán alapul.  Az eredeti cikk szerkesztőit annak laptörténete sorolja fel. Ez a jelzés csupán a megfogalmazás eredetét és a szerzői jogokat jelzi, nem szolgál a cikkben szereplő információk forrásmegjelöléseként.